# Dános

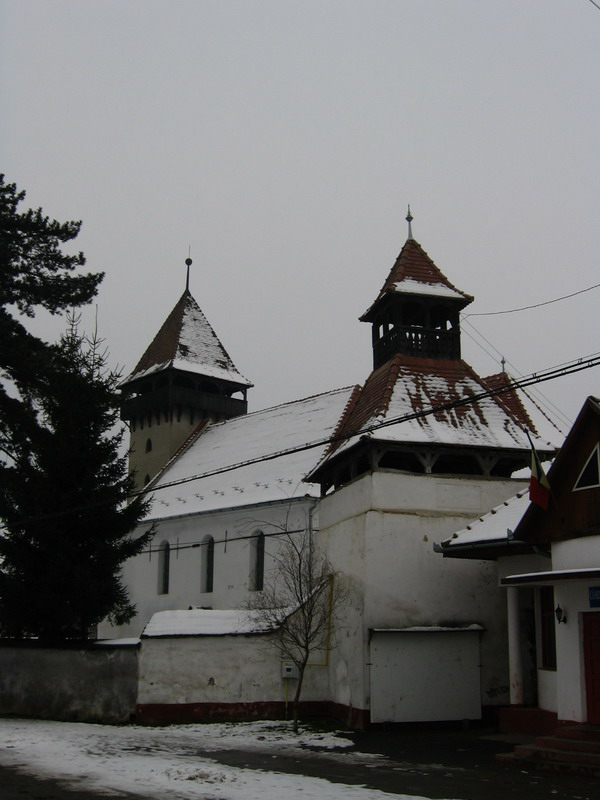
Az erődtemplom délkeletről

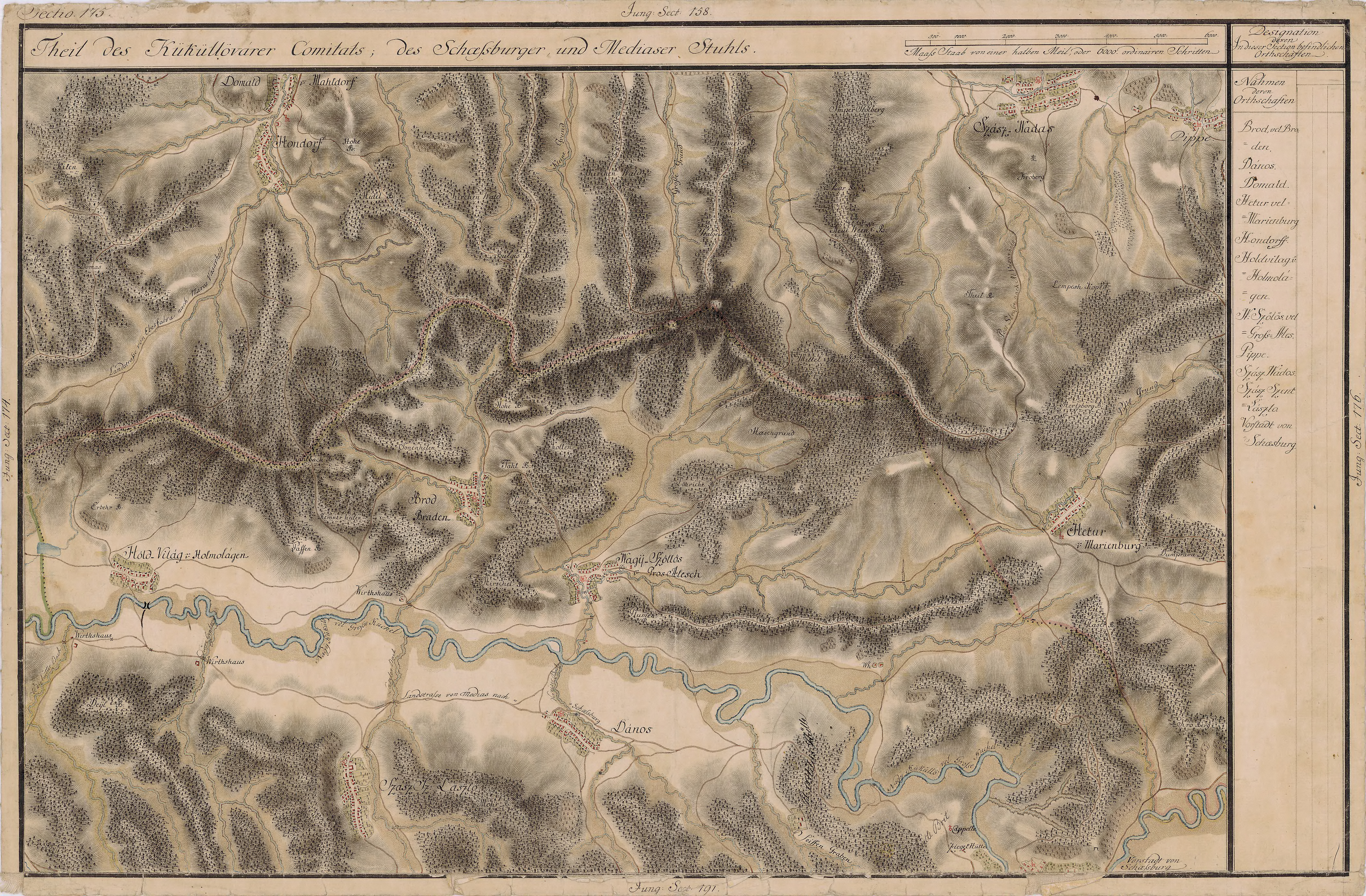
Dános környéke a 18. században

Dános (románul Daneș, németül Dunesdorf, szászul Dunesdref) falu Romániában, Erdélyben, Maros megyében, Dános község központja.

## Fekvése
Segesvártól 8 km-re nyugatra, a Nagy-Küküllő bal partján fekszik, az E60-as (DN13, DN14) út mentén.

## Nevének eredete
Neve a Dénes férfinév alakváltozatából származik. Történeti névalakjai: Danus, latinul Vila St. Dyonisii (1348), Dansdorf (1393), Danis (1500 k.), Donnesdorf (1503), Donnydorff (1504), Dunesdref (1507), Danos (1671).

## Története
A szentlászlói káptalanhoz és Segesvárszékhez tartozó szász falu volt. 1448-ban 38 családjával, három pásztorával, tanítójával és molnárjával a szék egyik legkisebb települése. Szászszentlászlóval folytatott határperéről a 14–16. században többször is megemlékeznek az oklevelek.
Mivel fontos útvonal mentén feküdt, a 16–17. században a törökök többször elpusztították. Először 1507-ben, majd 1550-ben égett le teljesen. Ezután még erőre kapott, sőt 1593-ban 90 gazdát számoltak össze benne. Az 1600-as években már újabb pusztítás érhette, mert az 1609-es adójegyzék 7 lakott telkét írta össze. 1656-ban Segesvárszék négy évi adómentességet biztosított a faluba települőknek. Azonban előbb 1658 augusztusában visszavonuló törökök, 1661 októberében tatárok pusztították el ismét. 1663-ban mindössze három család lakta.
Románokkal és szászokkal népesítették be újból. A betelepült románok 1668 megkapták a szász lakosok szabadparaszti státuszát, ezzel párhuzamosan határát is újraosztották. 1671-ben 28 román és hét szász „polgár”, öt román és egy szász „telepes” lakta. 1680-ban született statútuma szerint szász és román lakói közösen vállaltak részt vezetésében. Ez a dokumentum a legkorábbi fennmaradt segesvárszéki falurendtartás.
1849. március 24-én egy vadászcsapat megtizedelte lakosságát: 34 férfit (23 románt és 11 szászt) belelőttek a Küküllőbe.
1876-ban Nagyküküllő vármegyéhez csatolták. A bortermelésnek és a fakereskedésnek köszönhetően igen jómódú falu volt. Lehetséges, hogy az itt talált tőből származnak a híres Küküllők menti borszőlőfajta, a királyleányka mai erdélyi ültetvényei (egyik román neve dănășana). A 19. század második felében a vármegye valamennyi román közössége közül a dánosiak álltak a presztízshierarchia csúcsán. A század folyamán a komló termesztése is meghonosodott a faluban.
1945. január 15-én 41 szász lakosát a Szovjetunióba hurcolták, közülük négyen haltak meg a Donyec-medence bányáiban. A szocializmus idején és 1989 után szász lakossága elhagyta.

## Lakossága
- 1850-ben 1305 lakosából 1015 volt román, 233 német és 57 cigány nemzetiségű; 1070 ortodox és 233 evangélikus lakosú.
- 1910-ben 1607 lakosából 1088 volt román, 292 német, 132 cigány és 95 magyar anyanyelvű; 1216 ortodox, 284 evangélikus, 55 római katolikus, 25 református és 18 zsidó vallású.
- 2002-ben 2185 lakosából 1911 volt román, 183 cigány, 63 magyar és 22 német nemzetiségű; 2091 ortodox, 28 római katolikus és 24 evangélikus vallású.

## Látnivalók
- Késő gótikus szász evangélikus csarnoktemplomát 1506-ban építették a falu elengedett adójából és a 19. század harmadik negyedében jelentősen átalakították. Tornyát 1927-ben építették, a régi, védelmi célokat is szolgáló erdélyi szász harangtornyok stílusában. Egyszerű kerítőfalának délkeleti oldalán kis harangtorony, kapubástyájának tetején gyilokjáró, szuroköntő nyílások láthatók.
- Dombon álló ortodox temploma 1796-ban épült.

## Híres emberek
- Itt született 1893. február 23-án bessenyői Dr. Beöthy György Tibor nagyváradi kanonok.
- Itt született 1919. november 28-án Cornel Regman irodalomtudós.

## Gazdasága
- Csőgyára a medgyesi székhelyű országos gázellátóhálózat számára termel.[4]

## Testvértelepülése
- Evergem, Belgium